# Языки Армении
Государственным языком в Армении является армянский, на нём говорит 97,7 % жителей страны. 
Кроме того, распространены курдский, на котором говорят в основном курды-езиды и курды-мусульмане (1 %), и русский язык (в качестве родного — 0.9 %).
22 января 2002 года Армения ратифицировала Европейскую хартию региональных языков. Согласно ей, языками меньшинств в Армении признаны курманджи, русский, греческий и ассирийский языки.
В Армении русский язык не имеет официального статуса, однако широко распространён, им владеет около 70 % населения страны. 